# 1895 en sociologie
| Années de la sociologie : 1892 - 1893 - 1894 - 1895 - 1896 - 1897 - 1898    |
| Décennies de la sociologie : 1860 - 1870 - 1880 - 1890 - 1900 - 1910 - 1920 |

Cet article présente les événements de l'année 1895 dans le domaine de la sociologie. 

## Publications

### Livres
- Émile Durkheim, Les Règles de la méthode sociologique.

## Naissances
- 13 février : Max Horkheimer (mort le 7 juillet 1973), philosophe et sociologue allemand.